# Camaenidae
Famille
Les Camaenidae sont une famille d'escargots terrestres. Ils occupent une large variété d'habitats de l'est de l'Asie et de l'Australasie. Anciennement, un grand nombre d'espèces américaines étaient rattachées à cette famille, mais en ont été retirées.
Leurs coquilles sont plutôt de grande taille : 25 à 50 mm. Seules quelques espèces ont des petites coquilles. Celles-ci sont parfois vivement colorées, d'autres sont d'un aspect plus terne.

## Taxinomie
À partir de la fin des années 1990, plusieurs travaux se basant sur la phylogénie discutent du caractère monophylétique ou paraphylétique,, et démontrent que cette famille devait être radicalement redéfinie, car les Camaenidae d'Asie et d'Australasie s'avéraient très proches des Bradybaenidae, qui en deviendrait une sous-famille, alors que les Camaenidae d'Amérique devaient appartenir à d'autres groupes, et étaient progressivement répartis parmi les Pleurodontidae, les Sagdidae, les Zachrysiidae et les Xanthonychidae. 

## Liste des sous-familles
Selon Molluscabase, les Camaenidae se composerait des sous-familles suivantes :
- Bradybaeninae Pilsbry, 1934 (1898), anciennement Bradybaenidae;
- Camaeninae Pilsbry, 1895
- Hadrinae Iredale, 1937,
- Helicostylinae Ihering, 1909

Les Hadrinae incluent dorénavant les sous-familles Cristovalinae (Schileyko, 2003), Papuininae (Iredale, 1938), Sinumeloninae (Solem, 1992), Xanthomelontinae (Iredale, 1937), devenues invalides, et certains genres appartenant auparavant aux Camaeninae.

## Liste des genres
Selon ITIS (28 mai 2013) :
- genre Caracolus Montfort, 1810
- genre Papustyla Pilsbry, 1893
- genre Zachrysia Pilsbry, 1894

Selon NCBI (28 mai 2013) :
- genre Adclarkia
- genre Amphidromus
- genre Amplirhagada
- genre Arnemelassa
- genre Aslintesta
- genre Austrochloritis
- genre Basedowena
- genre Baudinella
- genre Beddomea
- genre Calvigenia
- genre Camaena
- genre Carinotrachia
- genre Chloritis
- genre Chloritisanax
- genre Coniglobus
- genre Contramelon
- genre Cooperconcha
- genre Craterodiscus
- genre Cupedora
- genre Damochlora
- genre Exiligada
- genre Falspleuroxia
- genre Galadistes
- genre Gloreugenia
- genre Glyptorhagada
- genre Gnarosophia
- genre Granulomelon
- genre Hadra
- genre Jacksonena
- genre Kendrickia
- genre Kimberleydiscus
- genre Kimberleymelon
- genre Kimboraga
- genre Lacustrelix
- genre Megalacron
- genre Melostrachia
- genre Meridolum
- genre Mesodontrachia
- genre Micromelon
- genre Minimelon
- genre Moellendorffia
- genre Montanomelon
- genre Monteithosites
- genre Mouldingia
- genre Mussonena
- genre Neveritis
- genre Ningbingia
- genre Nipponochloritis
- genre Noctepuna
- genre Obba
- genre Obstengenia
- genre Offachloritis
- genre Ordtrachia
- genre Pallidelix
- genre Papuexul
- genre Papuina
- genre Papustyla
  - dont l'espèce Papustyla pulcherrima
- genre Parglogenia
- genre Plectorhagada
- genre Pleurodonte (en)
- genre Pleuroxia
- genre Polydontes
- genre Posorites
- genre Promonturconchum
- genre Prototrachia
- genre Quistrachia
- genre Ramogenia
- genre Retroterra
- genre Rhagada
- genre Rhynchotrochus
- genre  Satsuma
- genre Sauroconcha
- genre Semotrachia
- genre Setobaudinia
- genre Sinumelon
- genre Sphaerospira
- genre Spurlingia
- genre Strepsitaurus
- genre Sulcobasis
- genre Tatemelon
- genre Thelidomus
- genre Thersites
- genre Tolgachloritis
- genre Torresitrachia
- genre Trachiopsis
- genre Trozena
- genre Turgenitubulus
- genre Varohadra
- genre Ventopelita
- genre Vidumelon
- genre Westraltrachia
- genre Xanthomelon
- genre Yakuchloritis
- genre Youwanjela
- genre Zachrysia